# Thessalia perlula
Thessalia perlula är en fjärilsart som beskrevs av Felder 1861. Thessalia perlula ingår i släktet Thessalia och familjen praktfjärilar. Inga underarter finns listade i Catalogue of Life.